# De familie Van Campen in een landschap
De familie Van Campen in een landschap is een familieportret, voornamelijk geschilderd door de Zuid-Nederlandse schilder Frans Hals in omstreeks 1623-1625. Gerrit Claesz. Bleker is wellicht de schilder van het gebladerte. Salomon de Bray voegde in 1628 een later geboren kind toe. Het werk is niet later dan 1796 opgedeeld in minstens vier fragmenten, waarvan er in de 21e eeuw drie zijn geïdentificeerd. 

## Analyse
Onderzoek toont aan dat het originele schilderij een hoogte moet hebben gehad van minimaal 153,5 cm en een breedte van tussen de 332,5 en 333,5 cm. Het is het vroegst bekende familieportret van Hals en is opmerkelijk vanwege de informele "picknickstijl", die vrij populair werd. 
De familie wordt ontspannen weergegeven op een manier die de intimiteit tussen ouders en kinderen weergeeft. Opvallend is ook de vrolijke interactie tussen de kinderen. De lach was een handelsmerk van Hals. Het katholieke geloof van het gezin wordt benadrukt door de kerk centraal weer te geven en de huwelijkstrouw door beide voeten die Van Campen op het uiteinde van de rok van zijn vrouw heeft geplaatst. De compositie wordt verenigd door de blikken en handgebaren van de gezinsleden. Ze zijn opgesteld langs een schaalvormige curve die open is naar boven.
Het door De Bray toegevoegde kind is geschilderd in een andere stijl dan die van Hals. Hanteerde Hals een losse toets, die van De Bray is nauwgezetter. Ook de blozende rode wangen van het jongste kind is niet iets dat Hals geschilderd zou hebben. Het gebladerte op de achtergrond is in de stijl van Gerrit Claesz. Bleker. Om die reden wordt verondersteld dat hij er waarschijnlijk de maker van is.
Toen Hals het schilderde, bevond hij zich op het hoogtepunt van zijn roem. In elk geval in 1616 had hij al eens een groepsportret vervaardigd; een schuttersstuk met een banket van het Sint-Jorisgilde.

## Afzonderlijke fragmenten
De drie tot nu toe geïdentificeerde delen van het familieportret hebben alle een eigen titel gekregen:
- Van Campen familieportret in een landschap, 152,4 x 164,5 cm (Toledo Museum of Art, Ohio)
- Kinderen uit de familie van Campen met een bokkenwagen. Fragment, 152 x 107,5 cm (Koninklijke Musea voor Schone Kunsten van België, Brussel)
- Portret van een jongen uit de familie Van Campen, 54 x 47,4 cm (privécollectie)[1][2]

|  |  |  |

## Identificatie
De geportretteerden zijn door Pieter Biesboer geïdentificeerd als de familie van Gijsbert Claesz. van Campen, een wollenlaeckercoper, geboren in Leiden. Hij ging in ondertrouw in 1604 met Maria Jorisdr Palesteyn en verhuisde naar Haarlem, waar hij in 1614 lid en deken van de kramersnering werd. Het katholieke gezin woonde in een groot huis, genaamd Bontekoe in de Kerkstraat (tegenwoordig Warmoesstraat). Op deze locatie staat sinds de 19e eeuw de grote hal van het Hofje In den Groenen Tuin.
Het schilderij toont het gezin met de kinderen die ze toen hadden. In 1628 was er nog familie-uitbreiding en voegde Salomon de Bray (aangegeven op de voetzool) linksonder een baby toe. De oudste zoon Pieter, die waarschijnlijk achter zijn vader staat, trouwde maar stierf zonder nageslacht. Zijn broer Gijsbert junior, uiterst rechts met de bokkenwagen, stierf jong in 1641. De derde broer Cornelis, in het schilderij aangeraakt door de vinger van zijn moeder, werd een Haarlemse notaris die vooral katholieken als klant had. Het schilderij werd geërfd door Cornelis' dochter Agnes, die overleed in 1666. Het bleef in de familie maar werd uiterlijk in 1796 in stukken gesneden, waarschijnlijk omdat het naar een ander huis werd verplaatst waar onvoldoende ruimte was. Ook zal het een rol hebben gespeeld dat vier Halsen meer opbrachten dan een.
In de 20e eeuw herontdekten kunsthistorici dat de twee grootste stukken bij elkaar hoorden. Dit werd bevestigd toen bij een restauratie van de bokkenwagen in 2013-2016 overschilderingen links en rechts werden verwijderd. Bij die gelegenheid is ook het derde fragment onder handen genomen en herkend als deel van het oorspronkelijke werk.

## Voetnoten
1. ↑  Rembrandt en co na 10 jaar weer samen in Koninklijke Musea voor Schone kunsten, VRT NWS ging al kijken, VRTNWS, 1 februari 2019
2. 1 2  Liesbeth De Belie, Lawrence W. Nichols & Pieter Biesboer (2018) Portretten van Frans Hals. Een familiereünie, p. 33
3. ↑  Van Campen Family Portrait in a Landscape, emuseum.toledomuseum.org
4. ↑  Kinderen uit de familie van Campen met een bokkenwagen. Fragment, fine-arts-museum.be
5. ↑  Pieter Biesboer, "De identificatie van een familiegroep door Frans Hals", in: Haerlem Jaarboek 2012, 2013, p. 63-83. Gearchiveerd op 16 april 2021.
6. ↑  Frans Hals et la famille recomposée des Van Campen. Fondation Custodia, Le Curieux des Arts, 28 juli 2019. Gearchiveerd op 31 januari 2023.
7. ↑  Roger-Adolf d'Hulst, Frans Hals. De Bokkewagen, in: Openbaar Kunstbezit Vlaanderen, 1963, nr. 18